# Антена-банка

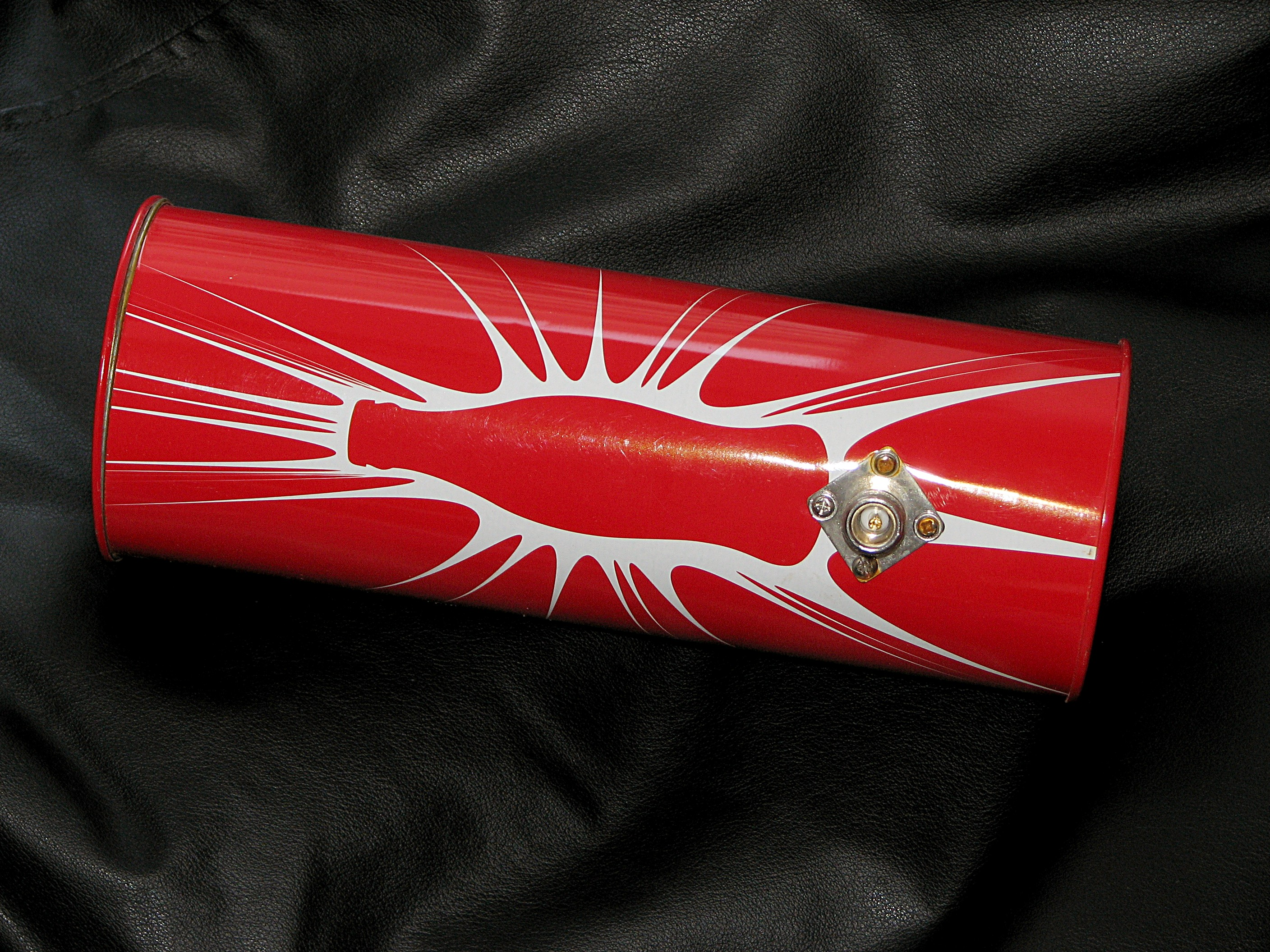

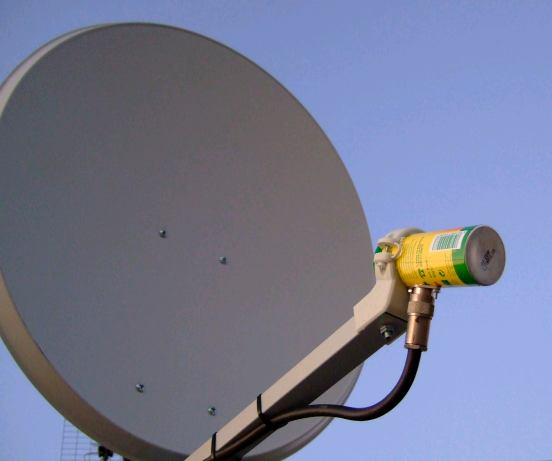
Антена-банка в парі з «тарілкою» супутникової антени

Антена-банка (бантена, англ. cantenna) — тип спрямованої антени-хвилевода, виготовленої в домашніх умовах з бляшаної банки. Зазвичай використовується для збільшення радіуса дії бездротових пристроїв.

## Конструкція
Банкова антена (розміри наведені для поширеної частоти Wi-Fi — 2.4 ГГц) складається з:
- Бляшаної банки діаметром 100 ... 120 мм і довжиною не менше 130 мм. (зазвичай — банки з-під консервованих компотів).
- Встановленого в корпус роз'єму. Традиційно використовується гніздо N-типу.
- Випромінювача. Його функцію зазвичай виконує шматок товстого дроту (1-2 мм.) довжиною близько 40 мм.

## Методика виготовлення
У стінці банки на відстані 1/4 довжини хвилі від дна робиться отвір, в який монтується роз'єм з припаяним до його центрального контакту випромінювачем. Довжина випромінювача відносно стінки банки має бути також 1/4 довжини хвилі. Для частоти 2,4 ГГц довжина хвилі становить близько 122 мм., отже кінець випромінювача має знаходитися на відстані 31 мм від стінки та від дна банки.

## Використання
Правильно зібрана антена налаштування не вимагає. Для бездоганної роботи горловина банки має бути спрямована на джерело сигналу таким чином, щоб отримати найкращий рівень сигналу. Для уникнення попадання в середину антени пилу, води та комах горловину банки необхідно закрити пластиковою кришкою.
Антена-банка може використовуватись в парі з тарілкою супутникової антени.